# Neutron

Diagram Feynmana rozpadu neutronu w procesie beta minus

Neutron składa się z 3 kwarków (udd), związanych oddziaływaniem silnym przenoszonym przez gluony. Kwarki posiadają ładunki kolorowe przenoszone przez gluony. Każdy kwark może występować w trzech odmianach: czerwonej, zielonej i niebieskiej. Kolory nie są na stałe przyporządkowane do pojedynczych kwarków, ponieważ między kwarkami zachodzi wymiana kolorów w oddziaływaniach silnych za pośrednictwem gluonów. Gluony jako nośniki oddziaływania silnego, mają ładunki podwójne: jeden kolor i jeden antykolor. Gdy kwark emituje lub pochłania gluon, wtedy jego kolor musi ulec zmianie, aby zachować ładunek kolorowy. Kwarki w neutronie wysyłają i pochłaniają gluony tak często, że nie ma możliwości zaobserwowania koloru pojedynczego kwarka

Neutron (z łac. neuter, obojętny) – cząstka subatomowa występująca w jądrach atomowych. Jest elektrycznie obojętna, ma spin ½.
Według modelu standardowego neutron jest cząstką złożoną, hadronem należącym do grupy barionów, a dokładniej nukleonów i składa się z dwóch kwarków dolnych (d) i jednego górnego (u), związanych ze sobą oddziaływaniem silnym.
Neutrony będące częścią jąder atomowych są zwykle stabilne. Swobodne neutrony (tzn. występujące poza jądrem) rozpadają się w wyniku oddziaływań słabych. Średni czas życia swobodnego neutronu wynosi 885,7 sekund (około 15 minut). Neutron rozpada się z wytworzeniem protonu, elektronu i antyneutrina elektronowego:
{\displaystyle {\hbox{n}}\to {\hbox{p}}^{+}+{\hbox{e}}^{-}+{\overline {\nu }}_{\mathrm {e} }.}
Jego masa spoczynkowa wynosi 1,00866491578 u, czyli 1,67492721⋅10−27 kg (jest nieco większa od masy protonu).
Antycząstką neutronu jest antyneutron.

## Historia
Neutron odkrył angielski fizyk James Chadwick w 1932 roku, za co w 1935 roku otrzymał Nagrodę Nobla z fizyki.

### Odkrycie neutronu
W 1930 roku Walther Bothe i Herbert Becker badali oddziaływanie cząstek alfa z lekkimi atomami. Bombardując beryl cząstkami alfa, zauważyli, że emituje on promieniowanie przenikliwe, które przechodzi nawet przez 20-centymetrową ścianę z ołowiu. Promieniowanie to nazwano promieniowaniem berylowym.
{\displaystyle {}_{\ 4}^{\ 9}{\hbox{Be}}+\alpha \to \;{}_{\ 6}^{12}{\hbox{C}}+n}
Podobne eksperymenty przeprowadzali małżonkowie Frederic Joliot i jego żona Irena Joliot-Curie. Zarówno jedni, jak i drudzy błędnie sądzili, że mają do czynienia z promieniami Roentgena.
W 1932 roku James Chadwick wykonał podobne doświadczenie, ale dodatkowo w pewnej odległości od tarczy umieścił wosk parafinowy. Gdy promieniowanie berylowe trafiały na wosk, wybijały z niego protony. Energia zawarta w promieniach Roentgena wystarczyła do uwolnienia elektronów z atomów parafiny, ale nie mogła doprowadzić do wybicia protonów. Chadwick stwierdził, że wybicie protonów powodowało promieniowanie obojętnych cząstek o masie zbliżonej do masy protonu. Cząstki te nazwano neutronami.
Neutrony dzięki temu, że są obojętne, mogą przenikać przez grube warstwy materiałów (na przykład ołowiu), ponieważ ich ruch nie jest zaburzany przez cząstki naładowane dodatnio lub ujemnie w materiale, przez który przechodzą.
James Chadwick odkrył, że promieniowanie zaobserwowane przez Walthera Bothego, Herberta Beckera oraz Irènę i Frédérica Joliot-Curie wywoływane jest przez obojętną elektrycznie cząstkę o masie zbliżonej do masy protonu, nazwaną przez niego neutronem. W tym samym roku Dmitrij Iwanienko zasugerował, że neutron ma spin równy 1/2, i że to neutrony są odpowiedzialne za masę jądra oraz że jądro nie zawiera elektronów, a jedynie protony i neutrony. Spin neutronu rozwiązał problem spinu azotu-14, jako że jeden nieposiadający pary proton i jeden neutron (oba o spinie 1/2) mają łączny spin równy 1.
Dzięki odkryciu neutronu możliwe stało się obliczenie energii wiązania poszczególnych jąder przez porównanie masy jądra z masą tworzących je protonów i neutronów. Obliczone w ten sposób różnice w masach jąder oraz dokonane pomiary reakcji jądrowych okazały się zgodne z przewidywaną przez Einsteina równoważnością masy i energii.

## Parametry
- liczba barionowa = +1
- masa spoczynkowa = 939,565 MeV/c² = 1,675⋅10−27 kg[3]
- moment magnetyczny = −1,913043 magnetonów jądrowych[3]
- spin = 1/2 h (w jednostkach stałej Plancka)